# NGC 5078
NGC 5078 este o liner situată în constelația Hidra. A fost descoperită în 28 martie 1786 de către William Herschel. Se află la o distanță de 29,38 de megaparseci de Pământ.